# Ernst Hermann Altgelt
Friedrich Wilhelm Ernst Hermann Altgelt, anglisiert Ernest Altgelt (* 17. Juli 1832 in Düsseldorf; † 28. März 1878 in Boerne bei San Antonio, Texas), war ein deutscher Pionier der Einwanderung in Texas und gilt als Gründer der dortigen Stadt Comfort.

## Leben
Ernst Hermann Altgelt wurde als zweiter Sohn des Schulrats Hermann Altgelt und dessen Ehefrau Laura Antonie de Greiff (1798–1845), einer Tochter des Krefelder Seidenfabrikanten Johann Anton de Greiff (1765–1835), in eine Familie des Düsseldorfer Bildungsbürgertums geboren. Nach dem Militärdienst in der preußischen Armee emigrierte er 1852 in die Vereinigten Staaten. Von Bremen segelte er nach New Orleans, wo er zunächst für den Baumwollhändler und Bodenspekulanten John F. C. Vles arbeitete. 1854 verantwortete er die Einrichtung und Vermarktung von Vles’ Grundbesitz am Guadalupe River im Gebiet der späteren Stadt Comfort in Texas. Er leitete die Besiedlung des Landes mit deutschen Einwanderern ein, die insbesondere aus New Braunfels kamen. Das Land eignete sich trotz Auftretens von Dürren und Hochwasser für die Land- und Viehwirtschaft. Altgelt erhielt Geld von seinem Vater, erwarb selbst ein Grundstück von 1000 Acres und begann am Ufer des Cypress Creek den Betrieb einer Holz- und Schrotmühle, der Perseverance Mill, deren Ansicht von Hermann Lungkwitz zeichnerisch überliefert ist. Mit diesem Betrieb war er aber wenig erfolgreich. Dann verlegte er sich auf die Tätigkeit als Rechtsbeistand. Mit weiteren Siedlern, u. a. Carl Herbst (1828–1905) und Theodor Wiedenfeld (1828–1904), proklamierte er am 3. September 1854 die Gründung Comforts.

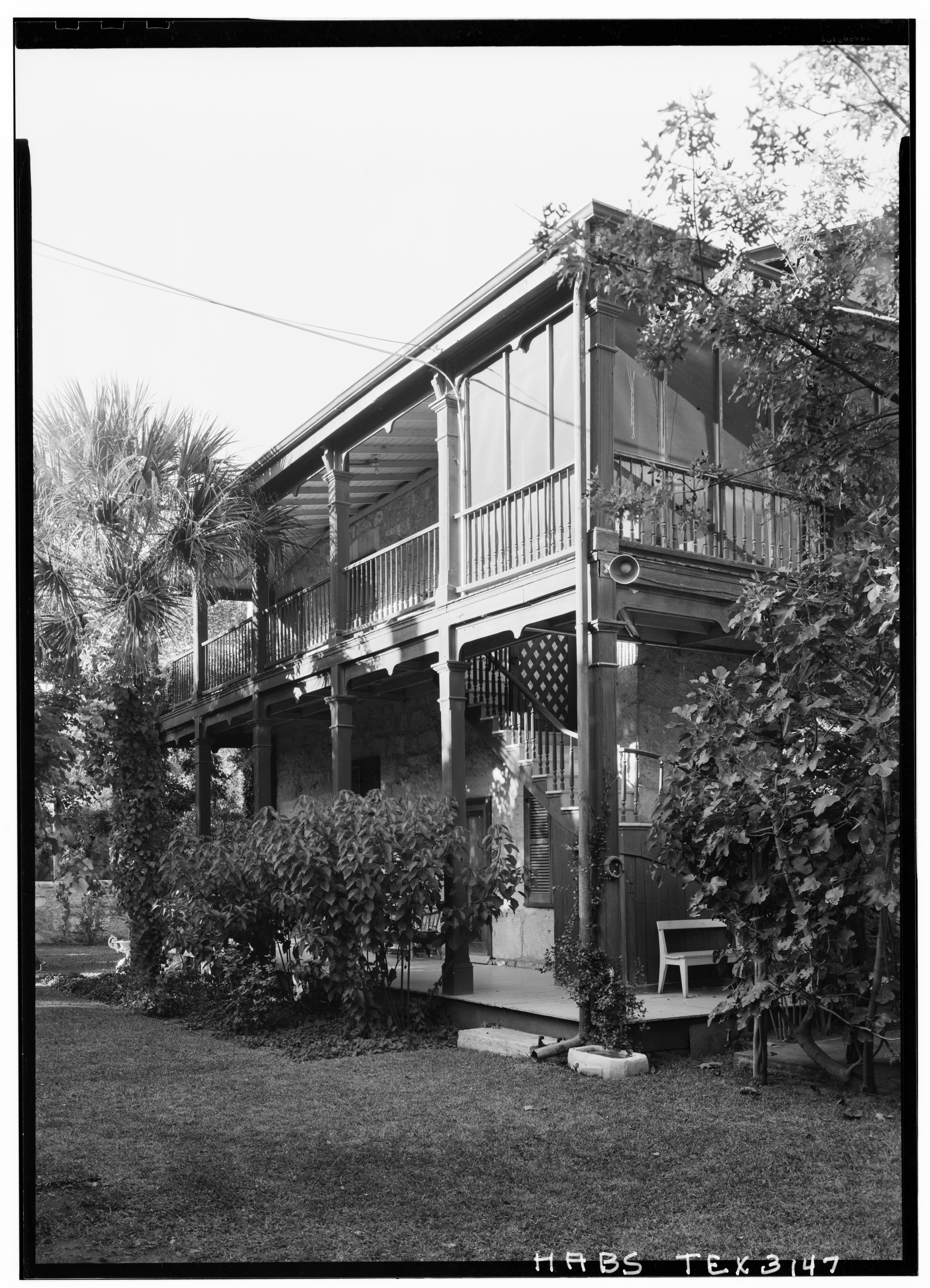
Ernst H. Altgelt House, 226 King William Street, San Antonio, Bexar County, Foto aus dem Jahr 1961

Am 23. Juli 1855 heiratete er in San Antonio die Lehrerin Emma Franziska Murck (1833–1922), eine als Journalistin tätige Tochter eines preußischen Offiziers aus Barmen, die er auf einem Sängerfest in New Braunfels kennengelernt hatte. Das Paar hatte neun Kinder, von denen sieben das Erwachsenenalter erreichten. Der dritte Sohn, August Altgelt, heiratete Helene Marschall, eine Enkelin des 1848 als Siedler nach Texas eingewanderten Freiherrn Wilhelm Marschall von Bieberstein (1822–1902).
1863, während des Sezessionskriegs, reiste Altgelt auf Drängen seiner Frau, die um das Wohl ihres Gatten besorgt war, zurück nach Europa, um seinen bereits kränkelnden Vater in Düsseldorf zu besuchen. Nach der Rückkehr trat er der Confederate States Army bei und nahm im Mai 1865 an der Schlacht von Palmito Ranch teil.
1866 zog er mit seiner Familie nach San Antonio, wo er weiterhin als Rechtsbeistand arbeitete und in Immobiliengeschäfte investierte. 1867 errichtete er dort in der King William Street, auf sein Betreiben nach Wilhelm I. benannt, das erste Haus in einer von ihm selbst entwickelten Vorstadtsiedlung. Zu Wohlstand gekommen ließ er in den späten 1870er Jahren an anderer Stelle derselben Straße ein weiteres, nunmehr stattlicheres Wohnhaus erbauen. Bald darauf ereilte ihn der Tod auf seiner Farm Wassenberg bei Boerne, ein paar Meilen außerhalb der Stadt San Antonio, in der Form eines Herzschlags.
Die Comfort Historical Society ehrte Ernst Altgelt durch eine Porträtbüste, die zur Erinnerung an den Stadtgründer 1969/1970 in Comfort errichtet wurde. Das Denkmal wurde von der Bildhauerin Waldine Tauch (1892–1986) entworfen.